# Иордания на летних Олимпийских играх 1988
Иордания принимала участие в Летних Олимпийских играх 1988 года в Сеуле (Корея) в третий раз за свою историю, но не завоевала ни одной медали. Сборная страны состояла из 7 спортсменов (5 мужчин, 2 женщины), которые выступили в соревнованиях по стрельбе из лука, боксу, фехтованию, настольному теннису, борьбе.